# Miletínek (tvrz)
Miletínek je zaniklá tvrz severně od Červené Třemešné a severozápadně od města Miletín. Jedním z jejích majitelů byl husitský hejtman Diviš Bořek z Miletínka.

## Historie
První písemná zmínka o vsi Miletínek pochází z roku 1267 a samotná tvrz byla zmíněna poprvé roku 1358. Tehdy se k ní v přídomku odkazoval Milič Panátko z Miletínka. Z rodu vladyků z Miletínka pocházel husitský hejtman Diviš Bořek z Miletínka. Po roce 1468 vesnici získal Mikuláš Šebek z Nové Vsi a na začátku šestnáctého století ji od něj koupil Matěj Libák z Radovesic, který ji roku 1519 připojil k panství Pecka. Tehdy tvrz v Miletínku ztratila svůj význam a časem zanikla. Dochovaly se z ní jen části základových zdí a sklepů.